# کیران دوور
کیران دوور (انگلیسی: Kieran Dover؛ زادهٔ ۲۵ نوامبر ۱۹۹۶) بازیکن فوتبال اهل استرالیا است.
از باشگاه‌هایی که در آن بازی کرده‌است می‌توان به داندینونگ تندر اشاره کرد.